# 屏東縣立東港高級中學
屏東縣立東港高級中學，簡稱東港高中，是一所位於臺灣屏東縣東港鎮的完全中學。

## 校史[1]

### 日治時期
- 1922年5月1日該校創立，名為東港水產補習學校。
- 1937年4月1日改為東港實業國民學校
- 1941年4月1日改為東港實業專修學校
- 1944年4月1日改為東港農業專修學校

### 戰後時期
- 1946年3月2日改為高雄縣立東港初級中學
- 1950年新縣區實施後，改為屏東縣立東港初級中學
- 1953年8月1日以試辦高中績優，升格為完全中學
- 1956年8月奉教育部指定為社會中心學校
- 1959年9月奉教育廳指定為四健會學校
- 1960年秋，成立林邊分部，於1962年秋獨立。（即現今之林邊國民中學）
- 1963年8月1日，成立琉球分部，於1968年秋獨立（即現今之琉球國民中學）
- 1964年秋，成立枋寮分部，於1965年秋獨立（即現今之枋寮高級中學）
- 1967年8月，成立新園分部，於1968年8月獨立（即現今之新園國民中學）
- 1968年秋，因實施九年國民義務教育，改制為東港國民中學
- 1969年秋，私立至公中學奉令停辦，改為東港國民中學大鵬分部
- 1970年7月結束招生。原「至公中學」歷屆畢業學生學籍，奉教育廳令，由該校接管
- 1992年8月奉准成立補校部
- 1997年8月奉准成立特殊教育班
- 2010年8月升格改制為屏東縣立東港高級中學
- 2018年8月成立高中部數理實驗班
- 2021年8月成立高中部雙語實驗班

## 歷任校長[1]
改制高中前
- 民國34年（1945年）十一月，戰後由林萬群先生出任。
- 民國50年（1961年）九月廿五日，前校長病逝，教務主任廖英華代理職務。
- 民國51年（1962年）一月廿六日，龔明教接任校長。
- 民國65年（1976年）八月一日，龔校長調職，杜漢豐接任。
- 民國78年（1989年）八月，前校長退休，黃順源出任校長。
- 民國89年（2000年）八月，前校長退休，由原新埤國中校長張振成接任。
- 民國93年（2004年）八月，萬丹國中陳三慶校長與張振成互調接任。

改制高中後
- 民國99年（2010年）八月，升格改制為屏東縣立東港高級中學，陳三慶校長獲遴選為首任校長。
- 民國103年（2014年）八月，郝靜宜校長獲遴選為第二、三任校長。
- 民國109年（2020年）八月，林榮洲校長獲遴選為第四任校長。
- 民國111年（2023年）八月，侯淑禎校長獲遴選為第五任校長。

## 重大事件
- 2021年3月12日，數百名學生上吐下瀉，超過100人就醫，共有231人請假[2]。學務主任張明濬表示，醫院初步檢查，疑是感染性腹瀉及腸胃炎，是否食物中毒有待衛生局檢體檢驗出爐，這些有症狀的學生都是吃昨天供應營養午餐同一家外訂廠商的食物，因此，校方今天已暫停這家廠商的供應，改訂另一家協力廠商。 張明濬表示，全校有2000多名學生，昨天供應營養午餐的有2家廠商，分別供應各一半的學生，昨天疑似讓學生吃出問題的廠商供應的午餐菜色有肉燥、炒高麗菜、炒青菜及銀耳蓮子湯。
- 2025年1月24日，第14屆學生會與其他七校學生自治團體聯合發表聲明反對2024年憲法訴訟法修正案[3]，校方並未此表達立場。
- 2025年2月27日(113學年度)在大學學科能力測驗創下佳績，自2010年高中部創部以來首次有同學榮獲滿級分[4]。

## 校徽[5]

### 基本
- 一、設計者：陳錦嬌、張玲雅老師
- 二、校徽名稱：啟航
- 三、校徽意涵：滿載著教育關懷與東港莘莘學子的風帆，即將乘風破浪追逐希望，結合地方海洋產業特色與社區發展，期待孕育更茁壯的幼苗，更散發陽光的熱能，期許建立活力優質新東中，伴著「東港高中」繼續成長與卓越。

### 意涵
| 符 號    | 名 稱    | 代 表 意 涵                                    |
| D G      | DongGang | 東港的英文縮寫代表。                           |
| 黃色太陽 | 太陽之子 | 象徵屏東子民熱情的光芒與希望無限。             |
| 五道光芒 | 光芒     | 象徵陽光之子活力四射，期許建立優質活力新東中。 |
| 紅色的D  | 風帆     | 揚帆啟航、蓄勢待發。                           |
| 綠色的G  | 幼苗     | 教育的關懷與期望。                             |
| 灰色漁船 | 啟航     | 結合東港文化產業特色。                         |
| 藍色海浪 | 海浪     | 與海洋共存之特色。                             |
| 黑色球體 | 王船之眼 | 官方學校教育機構之榮譽，代表在教育界卓越性。   |

## 外部連結
- 屏東縣立東港高級中學 （页面存档备份，存于）（繁體中文）